# سوق الملح

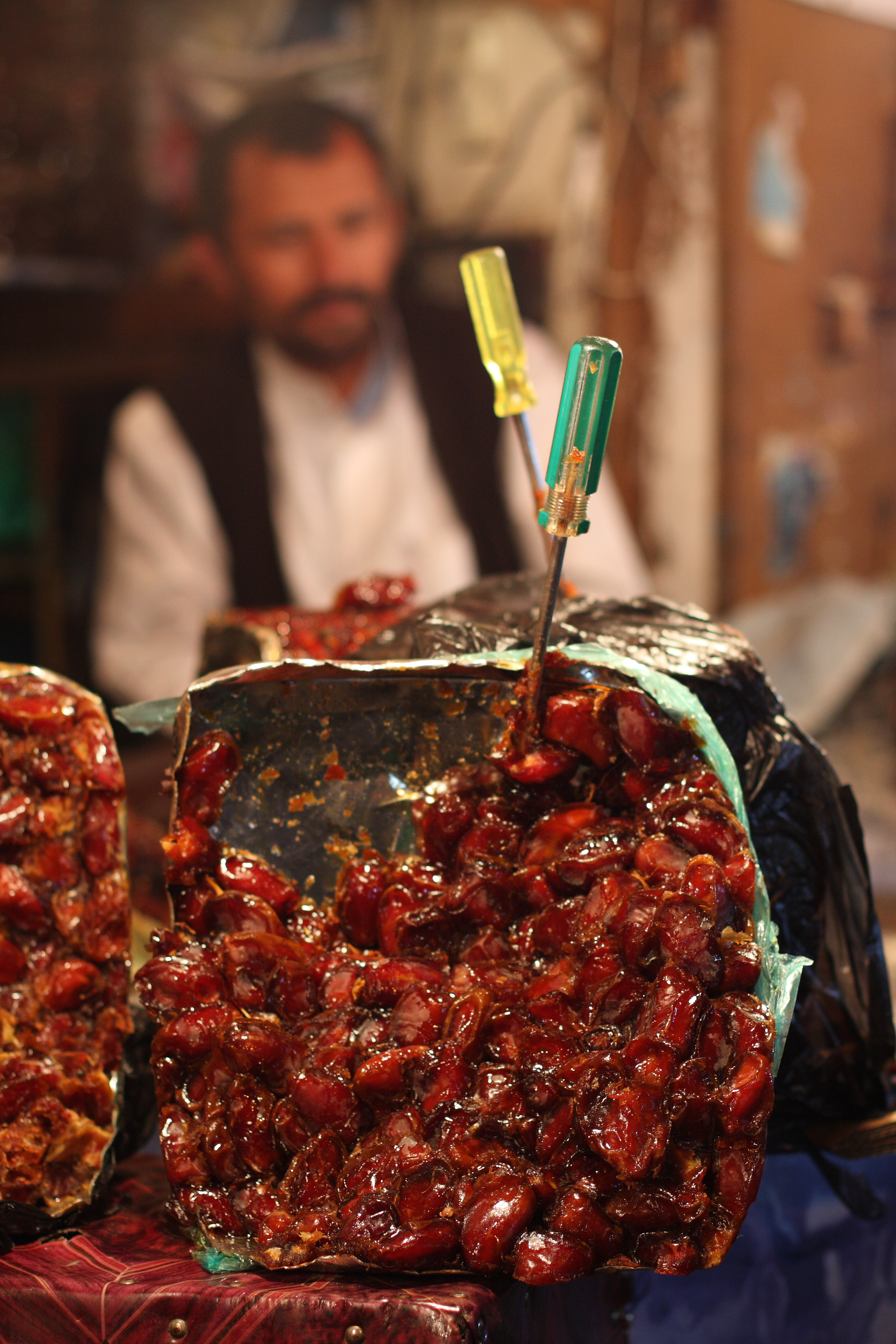
محل لبيع التمور في سوق الملح

سوق المِلْح أشهر أسواق صنعاء القديمة وأقدمها، واشتُهر بهذا الاسم كونه السوق الرئيسة للتوابل والبهارات، غير أن المؤرخ ابو محمد أبو الحسن الهمداني أورد في كتابه «الإكليل» سببًا آخر للتسمية بأنه في الأصل سوق المُلَح (بضم الميم وفتح اللام) أي انه سوق كل ما هو جميل ومليح، وحُصِّفَت التسمية لاحقًا وصارت سوق المِلْح (بكسر الميم وسكون اللام).
ويعد سوق صنعاء من أبرز الملامح التقليدية لمدينة صنعاء القديمة فهو من أسواق العرب المشهورة قبل الإسلام، ومما ساهم في تنشيط حركة السوق ورواج تجارته موقع مدينة صنعاء على طريق القوافل التي كانت تحضر أسواق العرب الموسمية قبل الإسلام، إضافة إلى كونه يقع على طريق الحجيج بعد الإسلام، فازدادت أهميته، لذلك نجد له وصفاً عند الإخباريين (القرن الخامس الهجري ـ الحادي عشر الميلادي) في كتاب تاريخ صنعاء للرازي، حيث ذكر وجود (23 سوقاً)، وكان موعد السوق بعد الانتهاء من سوق عدن، فكان العرب يأتونه بعد فراغهم من سوق عدن، ويستمر من نصف رمضان حتى أواخره، ويأتيه التجار بالقطن والزعفران والأصباغ وغيرها، مما لا يوجد في السوق، ويشترون منه ما يريدون من البز(القماش) والحرير وغيرها مما هو موجود في السوق، ولم تكن الحركة التجارية متروكة لهوى أصحابها؛ بل كان هناك قانون خاص يحدد الصورة التي يمكن التعامل بها في أسواق صنعاء، وأقدم قانون عُثر عليه يعود إلى سنة (1161 هجرية) صدر في عهد الإمام «القاسم عبد الله بن المتوكل أحمد» وقد شمل جميع أنواع التجارة والحرف الرفيعة والوضيعة، من بيع وشراء ونقل وحمالة وأجورها، إلى جانب تحديد معدلات الربح والمكاييل والمقاييس والعقاب والثواب.
وفي عام 1763 زار سوق صنعاء المستشرق الألماني نيبور ووصف أزقته المتخصصة في بيع مختلف البضائع والمواد، واستطاع أن يحصي أكثر من عشرين نوعاً من العنب، وذكر عالم الانثروبولوجيا والتر دوستال في كتابه «سوق صنعاء» الذي صدر عام "1979"، بأن خطة السوق الحالية هي نتيجة تغيرات بنائية ومكانية عبر التاريخ، تعكس تلبيته للحاجات المستحدثة، وأنه كان يوجد بسوق بصنعاء حتى العام 1974 تسعة وأربعون سوقاً، وتسع وعشرون سمسرة ونزلاً للإقامة.

## صور من سوق الملح

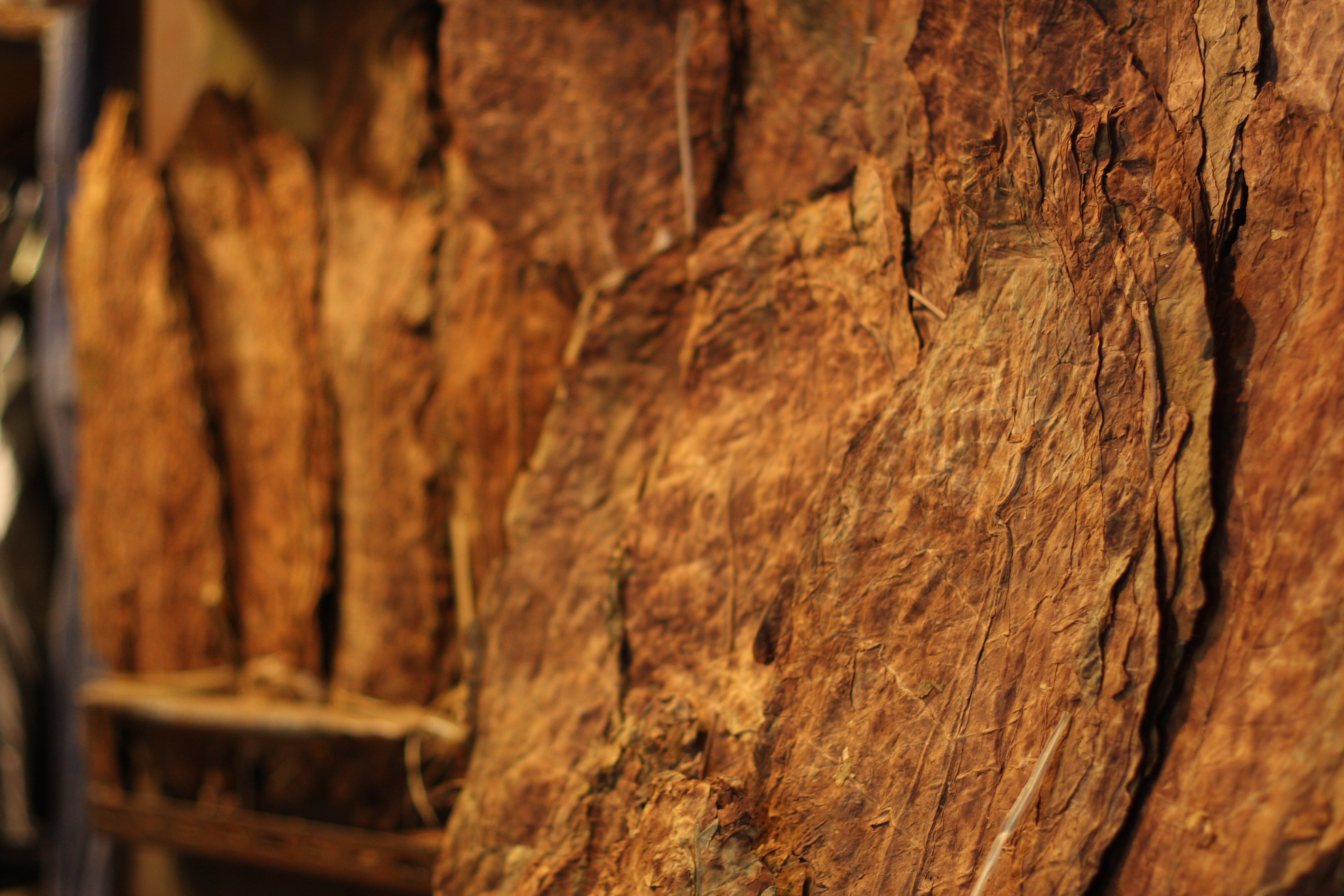
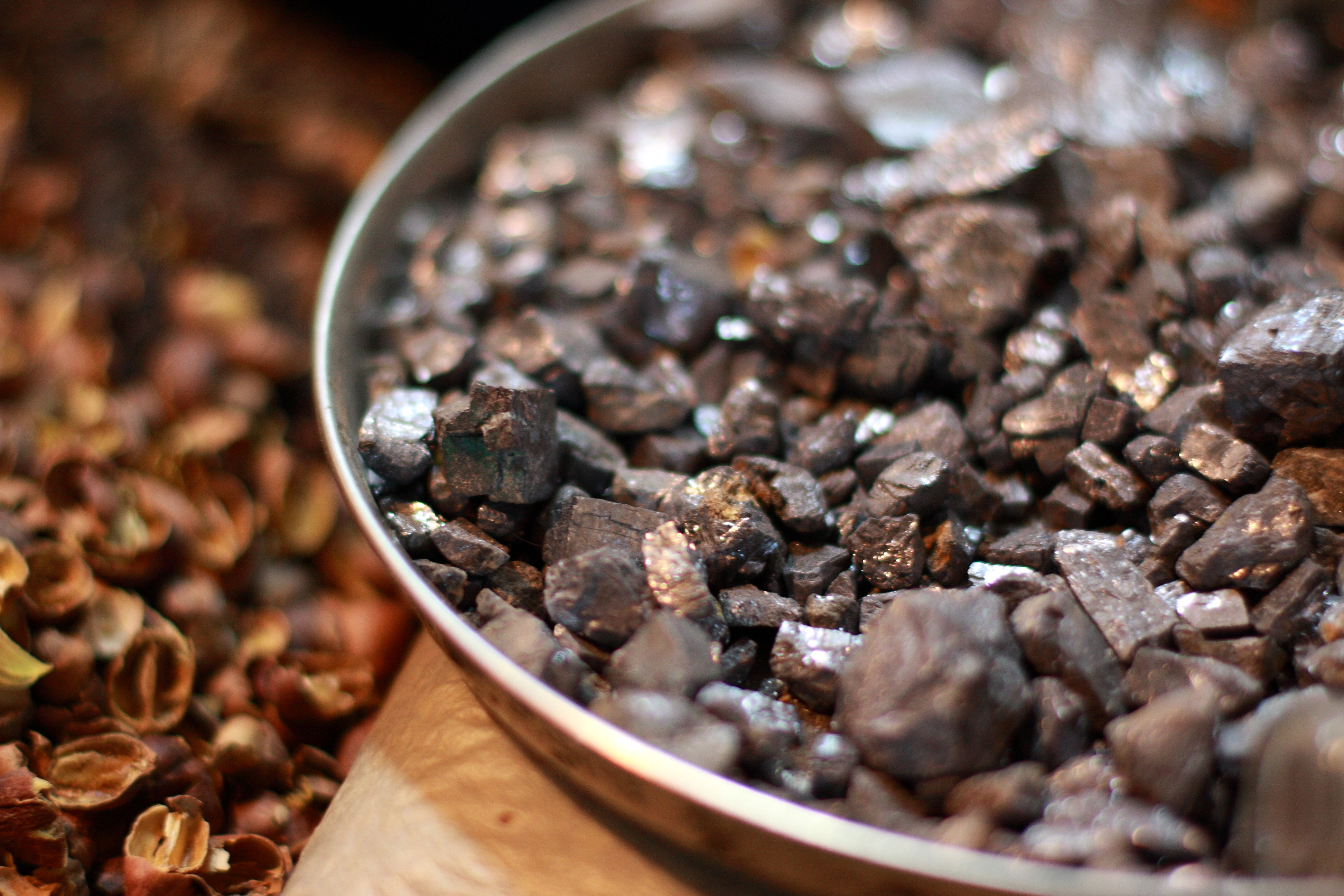
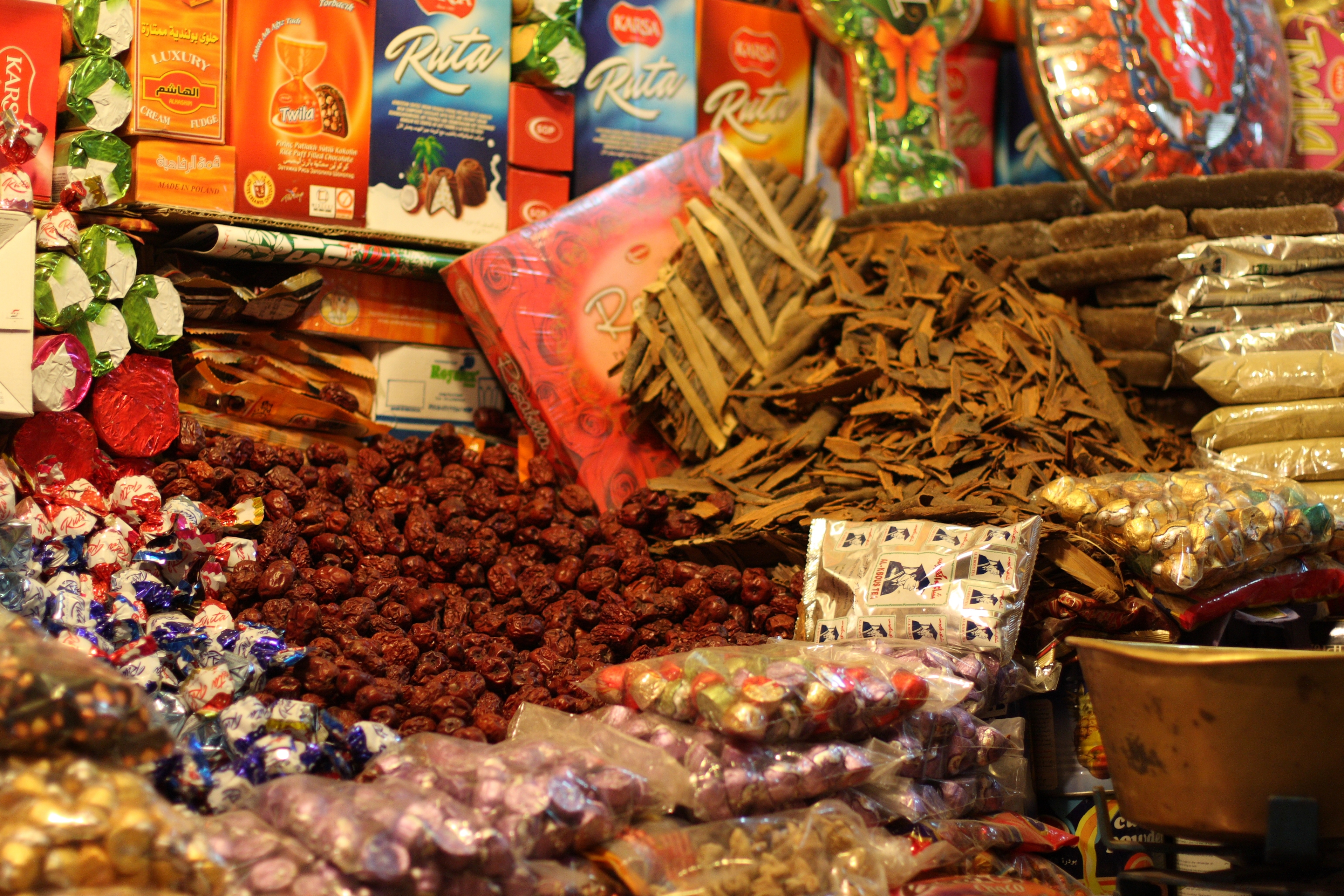
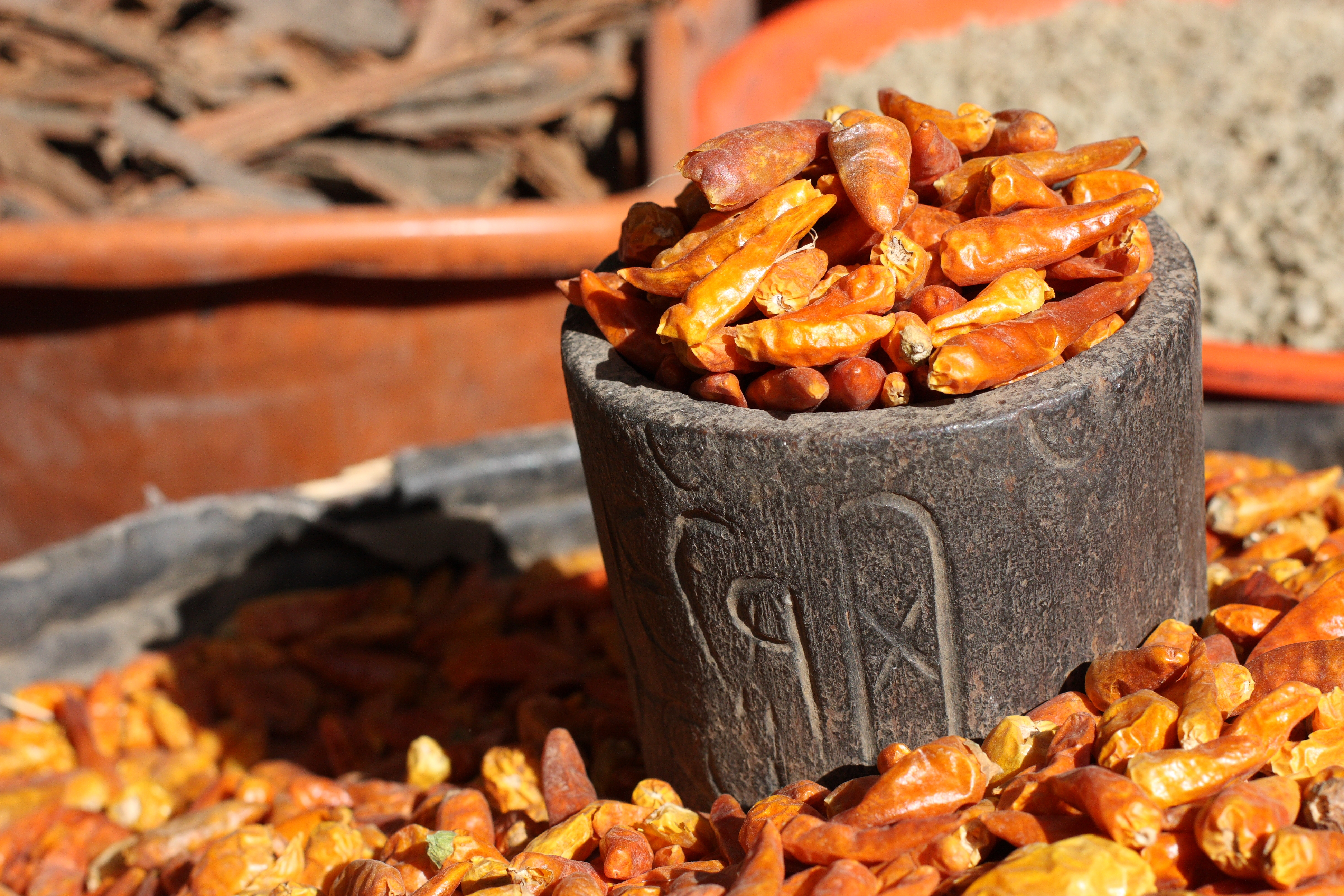